# Incoronazione di re Giorgio VI e della regina Elisabetta

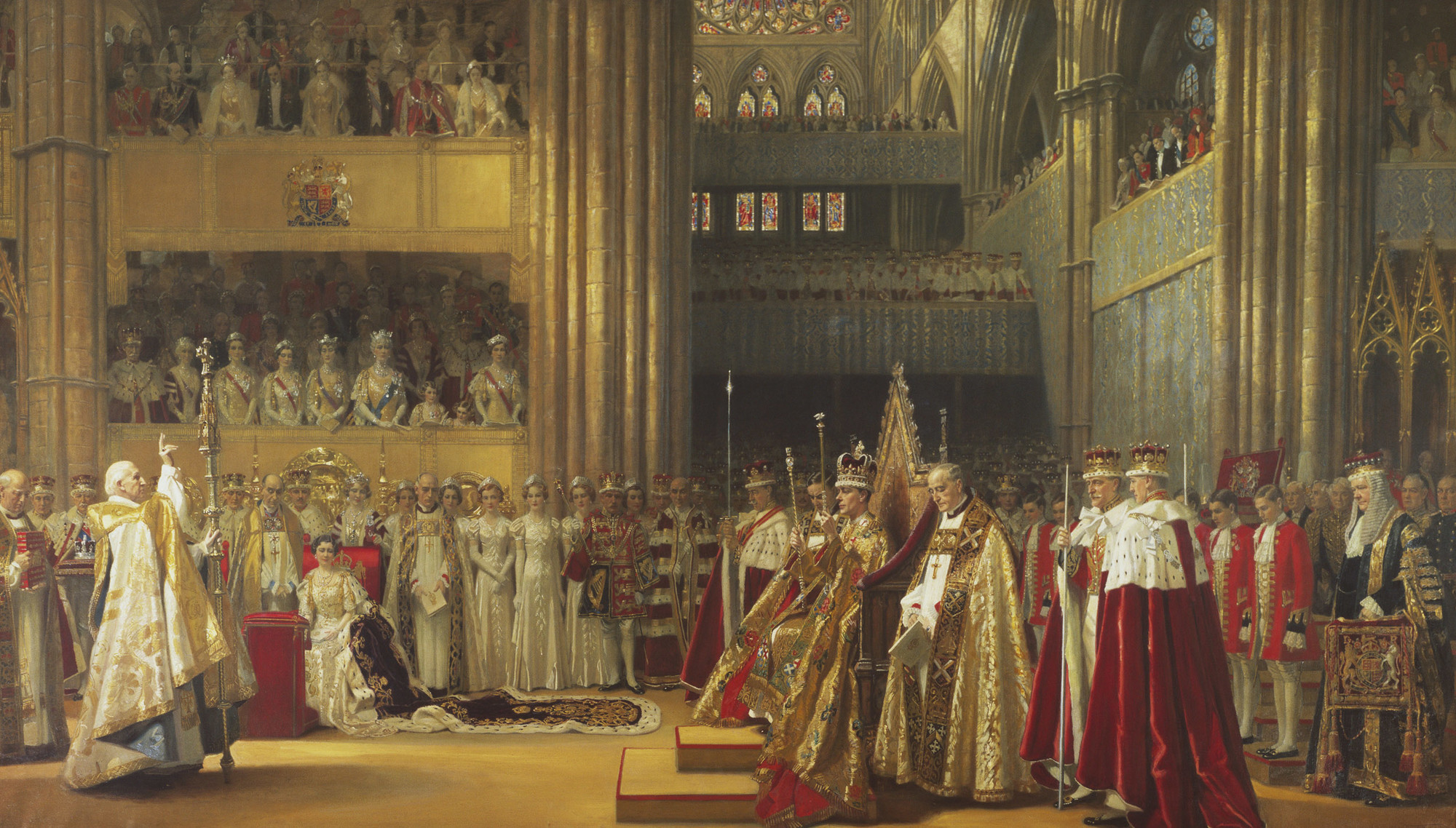
La cerimonia d'incoronazione di Sua Maestà re Giorgio VI all'Abbazia di Westminster. 12 maggio 1937, dipinto di Frank O. Salisbury, 1937.

L'incoronazione di re Giorgio VI e della regina Elisabetta come re e regina del Regno Unito e dei Dominion del Commonwealth britannico, e come Imperatore ed Imperatrice d'India ebbe luogo nell'Abbazia di Westminster, a Londra, il 12 maggio 1937. Giorgio VI ascese al trono dopo che Edoardo VIII, suo fratello, aveva abdicato, l'11 dicembre 1936, tre giorni prima del suo 41º compleanno. L'incoronazione di Edoardo era stata pianificata per il 12 maggio 1937 e pertanto venne deciso di mantenere la medesima data per il fratello.
La musica utilizzata per l'incoronazione includeva un numero di inni nuovi e la cerimonia subì alcune alterazioni per comprendere per la prima volta anche i Dominions, ma comunque rimase affine al cerimoniale dell'incoronazione di re Giorgio V attuato nel 1911. La cerimonia ebbe inizio con l'unzione del re a simboleggiare l'entrata spirituale nella vita regale, e poi nell'intronizzazione e nell'incoronazione a rappresentare l'assunzione dei poteri e delle responsabilità del governo temporale del regno. I pari del regno quindi sono passati a rendere omaggio al re e poco dopo è stata condotta una breve cerimonia per l'incoronazione della regina Elisabetta. La processione di ritorno a Buckingham Palace coprì un percorso di oltre sei miglia, rendendola la più lunga processione dell'incoronazione dell'epoca; folle di popolo si allinearono lungo le strade per osservare l'evento e oltre 32 000 soldati vennero impiegati assieme a 20 000 poliziotti sulle strade. L'incoronazione venne commemorata dall'emissione di medaglie, monete e francobolli, oltre che da parate militari in tutto l'Impero, e da numerose celebrazioni non ufficiali, incluse feste di strada e la produzione di rappresentazioni teatrali a tema.
L'evento venne designato non solo per essere una sacra unzione o un'incoronazione formale, ma anche uno spettacolo pubblico da poter essere mostrato in tutto l'Impero. Nel maggio del 1937 numerosi invitati da tutto l'impero vennero accolti a Buckingham Palace con ricevimenti ufficiali; tra questi vi erano molti principi indiani e, per la prima volta, alcuni re africani.
In rappresentante di ogni paese dei Dominions ogni primo ministro di ciascun paese presenziò alla processione dell'abbazia. Contingenti provenienti dalle colonie e dai Dominion presero parte alla processione di ritorno per le strade di Londra.
I media giocarono un ruolo importante nella diffusione dell'evento, rendendo così l'incoronazione di Giorgio e di Elisabetta un importante evento nella storia della televisione, divenendo il primo grande evento ad essere trasmesso dai cinegiornali britannici. Fu inoltre la prima incoronazione ad essere filmata in alcune sue parti e la prima ad essere trasmessa integralmente via radio.

## Antefatto

### L'ascesa
Nel gennaio del 1936, re Giorgio V morì e suo figlio primogenito, Edoardo, principe di Galles, gli succedette come re-imperatore dell'Impero britannico col nome di Edoardo VIII. Non ancora sposato al momento della sua ascesa, era stato visto in diverse occasioni in compagnia dell'ereditiera americana Wallis Simpson, già sposata col ricco affarista Ernest Aldrich Simpson da cui aveva divorziato già in precedenza. La relazione non venne riportata dalla stampa britannica, ma ebbe invece una certa attenzione negli Stati Uniti dove venne vista come sconveniente per l'Inghilterra a causa del precedente divorzio della Simpson, in particolare per il fatto che la Chiesa d'Inghilterra di cui il re era il capo non riconosceva il divorzio. Nell'ottobre del 1936, la Simpson divorziò definitivamente ed il re informò il primo ministro, Stanley Baldwin, che egli era fermamente intenzionato a chiederne la mano. Baldwin e altri ministri consigliarono il re che l'opinione pubblica sarebbe stata ostile a questo matrimonio potenziale; in patria il re avrebbe inoltre subito l'opposizione della Chiesa d'Inghilterra e le fazioni parlamentari. Re Edoardo, intenzionato a sposare la Simpson, decise di abdicare nel dicembre del 1936.
Edoardo venne quindi succeduto dal suo fratello minore, Alberto, duca di York, il quale scelse il nome di Giorgio VI in onore di suo padre. Giorgio era già sposato con lady Elizabeth Bowes-Lyon, figlia del conte di Strathmore e Kinghorne.

### La cerimonia dell'incoronazione
Anche se il regno di un monarca ha inizio con la sua ascesa al trono, l'incoronazione serve a marcare formalmente questo passaggio. Nel 1937, la cerimonia venne organizzata da un Coronation Committee, composto dal Privy Council e presieduto dal Lord Presidente del Consiglio, di nomina politica; i suoi componenti centrali, l'Executive Committee, venne presieduto dal duca di Norfolk, che ereditò dal padre l'incarico di Conte Maresciallo che, per tradizione, aveva la responsabilità dell'organizzazione e del coordinamento della cerimonia d'incoronazione.

## I preparativi

### La pianificazione
Il Coronation Committee venne radunato per la prima volta il 24 giugno 1936; Ramsay MacDonald, il Lord Presidente del Consiglio, si incontrò col duca di Norfolk per discutere dei procedimenti; MacDonald avrebbe presieduto il Coronation Committee mentre il duca si sarebbe occupato dell'Executive Committee. Mentre Edoardo VIII era ancora distante, in viaggio a bordo del suo yacht Nahlin con Wallis Simpson, suo fratello Alberto, duca di York, (futuro Giorgio VI) sedette al suo posto nella commissione. Edoardo VIII all'inizio era riluttante ad avere una propria incoronazione (chiese all'arcivescovo di Canterbury se fosse stato possibile dispensarlo dalla cerimonia), ma alla fine si accordò per lo svolgimento di una cerimonia più breve del consono; il suo desiderio di un evento sottotono prevedeva l'abbandono della processione reale attraverso Londra il giorno dopo l'incoronazione e la cerimonia di ringraziamento nella Cattedrale di St Paul o ancora la cena coi dignitari londinesi.
Ad ogni modo, dopo l'abdicazione di Edoardo VIII, le autorità semplicemente continuarono a mantenere quanto previsto anche per Giorgio VI; secondo Sir Roy Strong, al successivo incontro della commissione, "non venne fatto alcun riferimento ai cambiamenti del sovrano, tutto venne immediatamente approvato come era in precedenza." Dopo l'abdicazione, molti degli elementi della tradizione che Edoardo VIII aveva rigettato, vennero ripresi e la stessa regina madre Mary si interessò del disegno dei vestiti per dare alla cerimonia un carattere più tradizionale, più simile alla cerimonia d'incoronazione di Giorgio V nel 1911.

### L'arcivescovo di Canterbury
Se l'Executive Committee era sotto la direzione del conte maresciallo, l'arcivescovo di Canterbury, Cosmo Lang, ebbe una parte importante nei preparativi dell'incoronazione del 1937, preoccupandosi della parte cerimoniale nell'abbazia. Per via del suo ruolo, egli era membro sia dell'Executive Committee che del Coronation Committee. Egli ebbe un ruolo fondamentale nella pianificazione e fu mediatore tra le problematiche che insorsero, compresa la questione sul ruolo dei media. Lang inoltre ebbe modo di parlare alla nazione attraverso la BBC il giorno dell'incoronazione; egli vide nell'incoronazione la possibilità di un rinnovamento spirituale della nazione e fu proprio lui a promuovere una campagna di evangelizzazione chiamata Recall to Religion, lanciata il 27 dicembre 1936 alla BBC radio. Egli inoltre si preoccupò che il re e la regina comprendessero a fondo la sfumatura religiosa dell'evento come futuri sovrani e come coppia sposata.

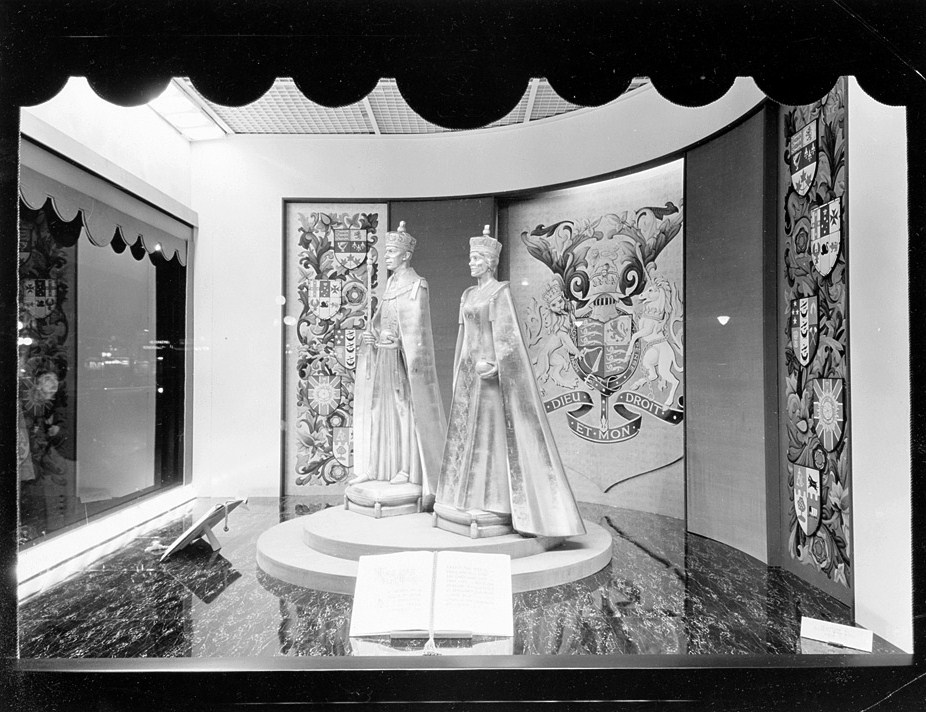
Manichini di re Giorgio e della regina Elisabetta con le loro corone e i loro globi a Eaton.

L'arcivescovo incontrò il re e la regina la sera prima dell'incoronazione, spiegando loro le parti più importanti della cerimonia. L'arcivescovo si informò anche sulla balbuzie del re e ne parlò con lord Dawson di Penn e lord Wigram; Lionel Logue era il terapista linguistico del re e l'arcivescovo predispose di cambiarlo per l'occasione, ma decise comunque di lasciare il re sotto monitoraggio di un terapista. Come risultato, il re tenne il suo discorso senza balbuzie.

### Costruzione
L'incoronazione costò 454.000 sterline, tre volte tanto la cerimonia del 1911. Il costo comprendeva la costruzione anche di strutture temporanee e fittizie per l'incoronazione come l'entrata trionfale all'abbazia la quale venne realizzata in stile art-deco, adorna di animali araldici stilizzati e di tappezzerie appartenenti al duca di Buccleuch. Per ogni incoronazione, inoltre, venivano costruite specifiche sedie per gli invitati; nel 1937 per la prima volta vennero usate sedie di metallo. 400 tonnellate di ferro e 72.000 metri cubi di legno, con 400 uomini al lavoro vennero impiegati per la costruzione.

### Considerazioni sull'impero
Nel 1911, gli stendardi dei Dominions e delle comunità autonome dell'Impero britannico vennero portati durante la processione per l'incoronazione ma, dopo lo Statuto di Westminster del 1931, che stabilì i rapporti tra il Regno Unito e i Dominions, l'incoronazione del 1937 dovette necessariamente riflettere questo cambio politico nell'impero. La cerimonia era a tutti gli effetti un rito anglicano ed escludeva le questioni di fede personale dei partecipanti. La Coronation Committee alterò pertanto il rito per permettere questi cambiamenti; il re ora avrebbe giurato "alla Religione Riformata Protestante solo in quanto stabilito dalla legge del Regno Unito." Durante il regno di Edoardo VIII, venne istituita una commissione presieduta dal duca di York per cercare di capire come includere i rappresentanti coloniali alla cerimonia, ma la commissione non riuscì a trovare un metodo convincente se non modificare il Coronation Oath. Questo fu il primo emendamento ad un giuramento dell'incoronazione dall'epoca di Guglielmo III e Maria II nel 1689.
Anche se l'incoronazione del 1937 vide una massiccia partecipazione delle rappresentanze coloniali, la precedenza nella processione e poi alla Westminster Hall venne comunque data ai rappresentanti del governo britannico per primi, per riflettere lo status dei Dominions.

## Invitati

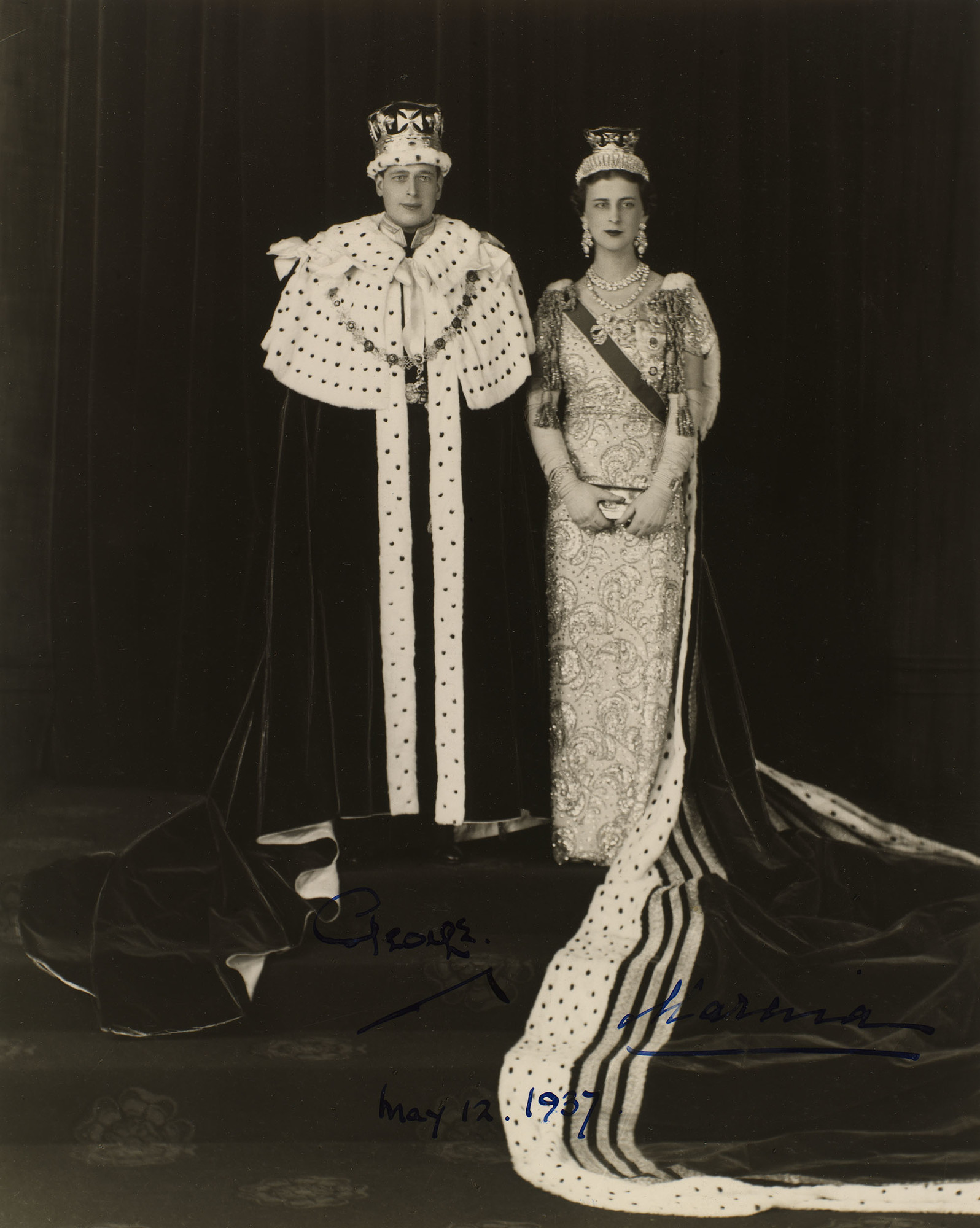
Giorgio duca di Kent e la moglie Marina di Grecia e Danimarca, nelle vesti per l'incoronazione di Giorgio VI.

Alla cerimonia presenziarono assieme ai pari del Regno Unito, i membri della famiglia reali, fra cui i parenti più stretti del Re ovvero le figlie, le principesse Elisabetta e Margaret, Henry duca di Gloucester e duchessa, il Duca di Kent e duchessa, la Principessa Reale e il marito Conte di Harewood, la zia paterna Maud regina di Norvegia, Arturo duca di Connaught, principi Arturo ed Alexandra di Connaught, la principessa Beatrice, la principessa Luisa, Conte Alessandro di Teck e Contessa Alice di Athlone, Lady Patricia Ramsay, le principesse Maria Luisa ed Elena Vittoria di Schleswig-Holstein, inoltre partecipò la regina madre Mary, così che quella di Giorgio VI divenne la prima incoronazione ad essere presenziata da una regina già incoronata durante un'altra incoronazione. Parteciparono all'incoronazione anche numerosi membri di case reali straniere, fra cui Giuliana dei Paesi Bassi, i Principi ereditari Federico ed Ingrid di Danimarca, Olav e Marta di Norvegia, Michele di Romania, Principe Nicola di Grecia ed il Principe reggente Paolo ed Olga di Jugoslavia. Inoltre presero parte alla cerimonia tutti gli amministratori coloniali, gli ambasciatori del regno, i principi indiani e i primi ministri dei dominions. Vennero invitati i rappresentanti delle trade unions e delle società cooperative operaie, e per la prima volta anche ai nativi africani venne concesso di presenziare all'incoronazione.
Le porte dell'abbazia vennero chiuse per gli invitati alle 8:30 la mattina dell'incoronazione. Il registro ufficiale del cerimoniale, pubblicato sulla London Gazette, descriveva il piano della cerimonia: "I Lords Spirituali erano seduti nell'area del Sacrarium a nord, i Lords Temporali nel transetto sud, i pari nel transetto nord."

## La processione verso l'abbazia
Prima dell'inizio della cerimonia dell'incoronazione, ebbe inizio una lunga processione come di consueto verso l'abbazia. La processione lasciò Buckingham Palace e si diresse verso The Mall, poi passò dall'Admiralty Arch e quindi per Whitehall, prima di entrare all'abbazia di Westminster.
I primi a prendere parte alla processione furono i capi di Stato e le teste coronate intervenute che partirono da Buckingham Palace in automobile tra le 8:40 e le 8:45 e giunsero all'abbazia dieci minuti più tardi; i primi ministri dei dominions giunsero mezz'ora più tardi, lasciando le loro sedi alle 9:15. Alle 9:49 i membri della famiglia reale lasciarono il palazzo (la carrozza della regina Mary lasciò Marlborough House poco dopo le 10:13). Il re e la regina con la Gold State Coach lasciarono Buckingham Palace alle 10:43 e la loro processione venne seguita da un gran numero di militari e delegati dei dominions e delle colonie così come da personale militare, del War Office, dell'esercito, della marina, dell'aviazione e dagli aiutanti di campo personali del sovrano.

## La processione all'interno dell'abbazia

### Rappresentanti esteri
I primi ad arrivare alla processione furono i rappresentanti esteri; essi giunsero dieci minuti dopo essere partiti dalle rispettive ambasciate, scortati dal corpo diplomatico: T.E.G. Nugent, controllore del Dipartimento del Lord Ciambellano, il tenente generale Sir Sidney Clive, maresciallo del Corpo Diplomatico, J.B. Monck, vicemaresciallo del Corpo Diplomatico, il maggiore Norman Gwatking, assistente controllore del Dipartimento del Lord Ciambellano ed il capitano Sir John Dashwood, assistente maresciallo del Corpo Diplomatico. Entrarono quindi il delegato della Croce Rossa (P.W. Kerr) e quello del Dragone Rosso (E.N. Geijer).

### Regalie
Secondo la tradizione datata al regno di Carlo II, i gioielli della corona dovevano essere portati al Decanato di Westminster la notte prima dell'incoronazione. Il lavoro degli uomini dello staff iniziò alle 4:00 e gli invitati iniziarono ad entrare due ore più tardi. La Imperial State Crown rifatta per l'occasione dai gioiellieri di corte, Garrard & Co. La Corona della Regina Elisabetta realizzata in platino con il Koh-i-Noor proveniente dalla Corona della Regina Mary. La Regina Elisabetta indossava un vestito di satin di seta con ricami in oro a forma di rosa, assieme a disegni patriottici rimandanti all'Impero britannico.
Con il canto della litania, il coro il decano e i prebendari di Westminster, si portarono sull'altare maggiore alle 9:55 portando i gioielli della corona e le regalie che depositarono quindi nel vestibolo. Il controllore del Lord Chamberlain's Office passò quindi le regalie al Lord Gran Conestabile che a sua volta le passò una a una al Lord Gran Giambellano e poi da qui passati ai diversi pari incaricati secondo l'ordine che segue:
| \| Regalia \| Portatore \| Note \| \| Regalie del re \| Regalie del re \| Regalie del re \| \| -------------------------------- \| ----------------------------- \| -------------- \| \| Bastone di Sant' Edoardo \| Visconte Halifax \| [22] \| \| Scettro con la Croce \| Duca di Somerset \| [22] \| \| Speroni d'oro \| Lord Hastings e Lord Churston \| [22] \| \| Spada della Giustizia Temporale \| Visconte Trenchard \| [22] \| \| Spada della Giustizia Spirituale \| Lord Milne \| [22] \| \| Sword of Mercy \| Conte di Cork e Orrery \| [22] \| \| Spada di Stato \| Marchese di Zetland \| [22] \| \| Scettro con la colomba \| Duca di Richmond e Gordon \| [22] \| \| Globo del sovrano \| Duca di Sutherland \| [22] \| \| Corona di sant'Edoardo \| Marchese di Salisbury \| [22] \| \| Patena \| Vescovo di Norwich \| [22] \| \| Calice \| Vescovo di Winchester \| [22] \| \| Bibbia \| Vescovo di Norwich \| [22] \| \| Regalie della Regina \| \| \| \| Verga d'avorio \| Conte di Haddington \| [22] \| \| Scettro con la Croce \| Duca di Rutland \| [22] \| \| Corona della regina \| Duca di Portland \| [22] \| |                               |        |
| Regalia | Portatore                     | Note   |
| Regalie del re |                               |        |
| Bastone di Sant' Edoardo | Visconte Halifax              | [ 22 ] |
| Scettro con la Croce | Duca di Somerset              | [ 22 ] |
| Speroni d'oro | Lord Hastings e Lord Churston | [ 22 ] |
| Spada della Giustizia Temporale | Visconte Trenchard            | [ 22 ] |
| Spada della Giustizia Spirituale | Lord Milne                    | [ 22 ] |
| Sword of Mercy | Conte di Cork e Orrery        | [ 22 ] |
| Spada di Stato | Marchese di Zetland           | [ 22 ] |
| Scettro con la colomba | Duca di Richmond e Gordon     | [ 22 ] |
| Globo del sovrano | Duca di Sutherland            | [ 22 ] |
| Corona di sant'Edoardo | Marchese di Salisbury         | [ 22 ] |
| Patena | Vescovo di Norwich            | [ 22 ] |
| Calice | Vescovo di Winchester         | [ 22 ] |
| Bibbia | Vescovo di Norwich            | [ 22 ] |
| Regalie della Regina |                               |        |
| Verga d'avorio | Conte di Haddington           | [ 22 ] |
| Scettro con la Croce | Duca di Rutland               | [ 22 ] |
| Corona della regina | Duca di Portland              | [ 22 ] |

### Entrata della Famiglia Reale
Preceduta da due ufficiali d'arme, il rappresentante della Croce Rossa e quello del Dragone Rosso, e da due gentlemen ushers (il contrammiraglio Arthur Bromley ed il tenente colonnello Henry De Satgé), i membri maggiori della famiglia reale giunsero alle 10:15 e formarono la loro processione di ingresso all'abbazia. La principessa reale Mary, fiancheggiata dalle principesse Elisabetta e Margaret, vennero seguite: dal duca e dalla duchessa di Gloucester; dal duca e dalla duchessa di Kent; dal duca di Connaught; dal principe e dalla principessa Arturo di Connaught; dalla principessa Beatrice e dalla principessa Luisa; dal conte e dalla contessa di Athlone; da Lady Patricia Ramsay; dalle principesse Maria Luisa ed Elena Vittoria di Schleswig-Holstein.
Venti minuti dopo, la regina di Norvegia e la regina Mary giunsero nella cattedrale, venendo ricevute dal conte maresciallo. La loro processione fu differente da quella di tutti gli altri membri. Gli araldi di York e Windsor, seguiti da G.A. Ponsonby (controllore della Queen Maud's Household) e quindi dalla regina di Norvegia, seguita da miss von Hanno e dagli araldi di Richmond e Chester. Quindi il lord ciambellano della regina Mary (marchese di Anglesey) e da quattro paggi (i primogeniti del conte di Dalkeith, del marchese di Lansdowne, Gerald Lascelles, ed il visconte Errington) e dalla Mistress of the Robes (la duchessa del Devonshire), due dame di compagnia, il suo segretario privato, il controllore e tre scudieri (due ordinari e uno extra).

### Entrata del re e della regina
La guardia d'onore iniziò a disporsi all'entrata del vestibolo ed il re e la regina giunsero alle 11:00. Al loro ingresso, la coppia venne accolta dai principali ufficiali di stato, dagli arcivescovi e dai pari con le regalie. Il gruppo quindi formò una processione capeggiata dal Cappellano del Re e dal Capitolo di Westminster, seguiti dai rappresentanti delle Libere Chiese e della Chiesa di Scozia e poi da tutti i grandi ufficiali di stato, dagli arcivescovi di Canterbury e di York, dal Lord Mayor di Londra, gli ufficiali d'arme di Inghilterra e Scozia, dagli stendardi dei dominions, dal primo ministri del Regno Unito e da quelli di ciascun dominion, oltre agli ufficiali di maggior rango della Royal Household. Il gruppo venne seguito quindi da dodici membri degli Yeoman della Guardia e da sei suoi ufficiali. Il re e la regina camminarono con le loro regalie coi pari designati a portarle; re Giorgio indossava il mantello regale con nove paggi. Passato il coro, si sedettero nell'area loro designata tra il canto di "I was glad" e le acclamazioni tradizionali "Vivat Rex Georgius" degli Scolari del Re della Scuola di Westminster.

## La cerimonia

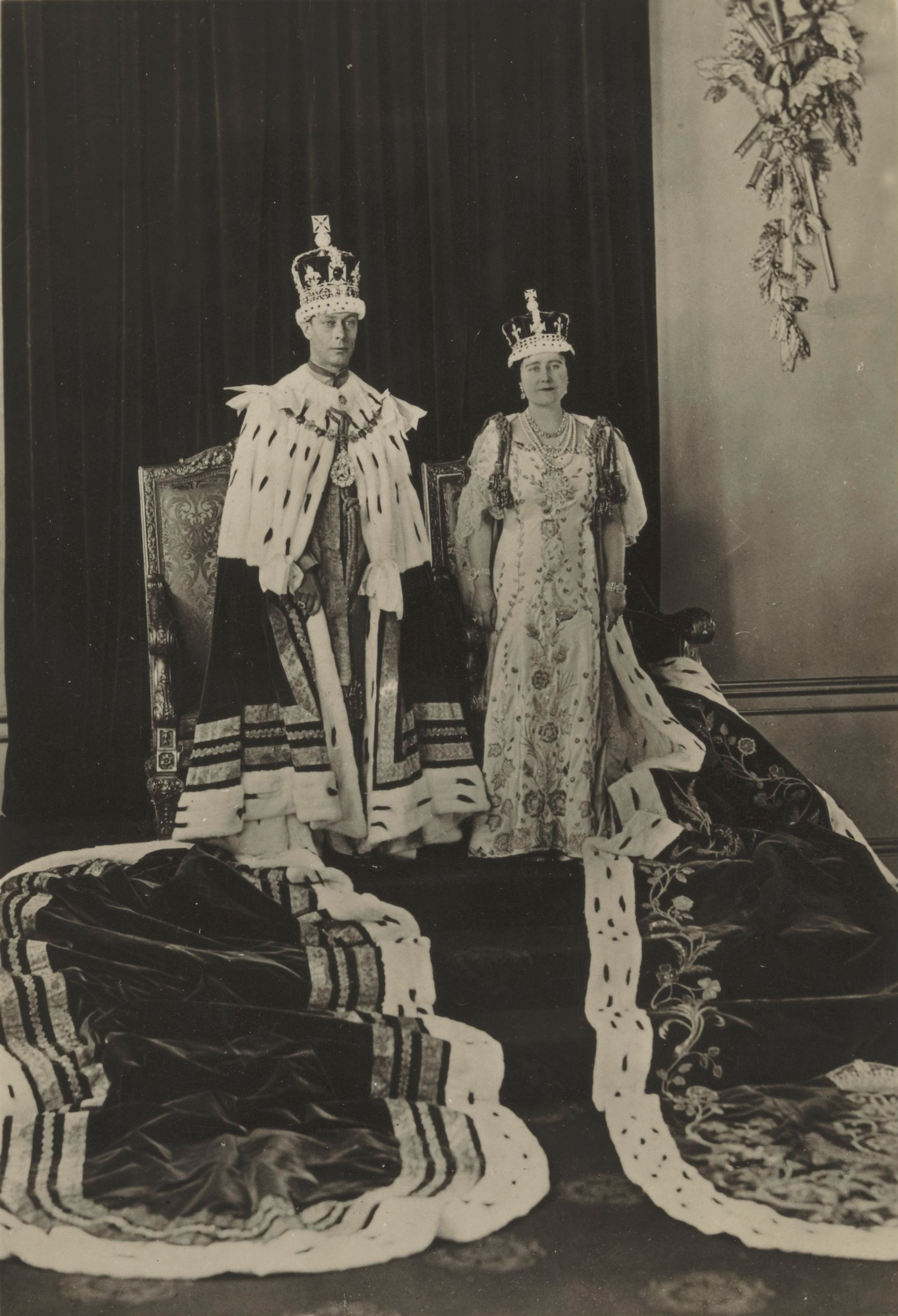
Fotografia ufficiali di re Giorgio VI e la regina Elisabetta, i quali indossano la Corona Imperiale di Stato e la Corona della Regina Elisabetta, regina madre.

La cerimonia dell'incoronazione ebbe luogo dopo la processione. Iniziando con la ricognizione, il re veniva unto dall'arcivescovo di Canterbury prima di essere incoronato re. Come rimando alla tradizione feudale, il re riceveva quindi l'omaggio di tutti i pari del regno presenti all'incoronazione.
Durante l'incoronazione di Giorgio VI vi furono ad ogni modo delle differenze rispetto alle incoronazioni precedenti. Vennero infatti compiuti degli sforzi per abbreviare l'intero processo con le litanie cantate durante la processione con le regalie e prima dell'inizio dell'incoronazione ed il sermone venne completamente omesso. Pur con questi cambiamenti, la cerimonia durò in tutto due ore e mezza, escludendo le processioni preliminari.

### Ricognizione, giuramento e unzione del re
La prima parte della cerimonia fu la ricognizione, dove l'arcivescovo di Canterbury chiese ai presenti di proclamare il loro riconoscimento del sovrano come loro re. Il re venne condotto dal Garter King of Arms al Trono di Sant'Edoardo e l'arcivescovo, come da tradizione, chiese: "Signori, sono qui presente di fronte a re Giorgio, il vostro indubitabile sovrano: siete voi disposti in questo giorno a rendergli omaggio e servizio, volete farlo?" Il popolo acclamò con la ripetizione di "Dio salvi re Giorgio". Il re sedeva sul Trono di Stato mentre le regalie, ad eccezione delle spade, vennero lasciate sull'altare. Il re quindi si inginocchiò all'altare e giurò sulla bibbia con il "Coronation Oath", siglandone successivamente una copia del giuramento.
L'arcivescovo di Canterbury a questo punto iniziò il rito della comunione, mentre il vescovo di Londra lesse l'Epistola e l'arcivescovo di York il canto; dopo la conclusione di questa parte, il re e la regina si inginocchiarono mentre il coro cantava "Veni, Creator Spiritus". Questo fatto segnò l'inizio del momento dell'unzione del monarca, dove l'arcivescovo di Canterbury unse appunto con gli oli santi la mano del sovrano per simboleggiarne l'introduzione dello Spirito Santo. Il coro cantava lo Zadok the Priest di Händel mentre l'arcivescovo era in preghiera, prima che il re nuovamente si togliesse le proprie vesti e si sedette sul Trono di Sant'Edoardo attorniato da quattro cavalieri dell'Ordine della Giarrettiera. L'arcivescovo unse a questo punto il sovrano con l'olio dell'ampolla.

### Incoronazione del re
In previsione della sua incoronazione, il re rimase sul Trono di Sant'Edoardo e venne investito con due abiti dell'incoronazione, la Colobium Sindonis e la Supertunica dal decano di Westminster. Successivamente venne investito delle regalie. Dapprima il Lord Gran Ciambellano toccava i tacchi del re con gli Speroni d'oro, quindi la Gran Spada di Stato veniva depositata nella Cappella di Sant'Edoardo e la Spada dell'Offerta venne passata al re dagli arcivescovi e dai vescovi recitando la formula "con questa spada tu possa fare giustizia" e quindi il re offrì la spada sull'altare. Nuovamente seduto, il Lord Gran Ciambellano gli poneva l'armille ed il decano lo rivestì con la Royal Robe; l'arcivescovo gli porse dunque il globo, gli pose un anello sul quarto dito e gli consegnò i due scettri - uno con la croce (per il potere reale) e l'altro con la colomba (simbolo di purezza ed equità). Il conte di Lincoln, come rappresentante del signore del Maniero di Worksop, presenziò alla cerimonia ponendo i guanti al re.
Una volta adornato delle regalie e seduto sul Trono di Sand'Edoardo, il re venne incoronato con la Corona di Sant'Edoardo dall'arcivescovo di Canterbury ed il popolo tutto acclamò "Dio salvi il re"; i pari indossarono dunque le loro coroncine e i cannoni spararono a salve dai Royal Parks per sottolineare l'avvenuta incoronazione. La cerimonia si svolse in maniera tranquilla ma qualche errore venne evidenziato: ad esempio l'arcivescovo di Canterbury mise la corona sulla testa del re in maniera errata, un vescovo pestò il mantello del re e un altro nascose parte delle parole del giuramento mentre il re le stava leggendo.

### Intronazione ed omaggio al re
Nel testo della cerimonia, questa parte dell'incoronazione è descritta utilizzando il termine arcaico di "intronazione". L'arcivescovo di Canterbury presenta infatti una Bibbia al re e il re poi gliela restituisce, dandola al decano che la pone sull'altare maggiore. Il re da quindi i propri guanti al Lord Ciambellano e lo Scettro con la Croce al Lord del Maniero di Worksop. Segue quindi una benedizione ed il re si sposta verso un altro trono, accompagnato dai vescovi di Bath e Wells e Durham, dai grandi ufficiali di stato e dai lords che portano le spade e le altre regalie. L'arcivescovo si inginocchiò per porre il proprio omaggio al re, seguito poi dall'arcivescovo di York e da ciascuno dei vescovi presenti. I duchi di sangue reale porsero quindi il loro omaggio, seguiti dai signori temporali (duchi, marchesi, conti, visconti, baroni); vennero cantati sei inni dal coro durante il rito dell'omaggio: "O come ye servants of the Lord", "Hear my prayer, O Lord", "O clap your hands together, all ye people", "All the ends of the world shall remember themselves", "O praise God in His holiness" e "Thou wilt keep him in perfect peace".

### La regina
La regina venne incoronata e unta in una cerimonia più breve e più semplice di quella del marito, che iniziò immediatamente dopo l'omaggio al sovrano, quando la regina si inginocchiò presso l'altare. Si portò quindi all'inginocchiatoio predispostole presso l'altare dove venne assistita dalle duchesse di Norfolk, Rutland, Buccleuch e Roxburghe. L'arcivescovo la unse e le pose un anello sul quarto dito della mano destra e la incoronò. Le vennero quindi posti tra le mani lo Scettro con la Croce e la Ivory Rod con la colomba, prima di recarsi presso il re, sedendo di fianco a lui.
L'offertorio fece quindi seguito, momento nel quale il re e la regina portarono le loro regalie all'altare maggiore. Quindi entrambi ricevettero la comunione dall'arcivescovo e restituirono le corone prima di tornare a sedersi ai loro troni dopo aver restituito anche gli scettri. Il coro cantava il Te Deum. Nella processione di tirono, il re e la regina si recarono presso la Cappella di Sant'Edoardo dove il re lasciò lo Scettro con la Colomba all'arcivescovo che lo portò sull'altare. I portatori del globo, degli speroni d'oro e del Bastone di Sant'Edoardo portarono le regalie al decano di Westminster che li ripose sull'altare della cappella. Il re venne spogliato delle vesti dell'incoronazione ed indossò la Robe of Purple Velvet con l'aiuto del Lord Gran Ciambellano. Il re, indossando ora la Imperial State Crown, ottenne nuovamente il globo dall'arcivescovo.
Mentre il re e la regina si trovavano ancora nella cappella, gli ufficiali d'arme iniziarono la processione all'interno dell'abbazia che riprese il percorso fatto all'ingresso. Il re e la regina proseguirono col re avente tra le mai lo Scettro con la Croce nella mano destra ed il globo nella sinistra, mentre la regina portava lo Scettro con la Croce a destra e la Ivory Rod con la Colomba a sinistra. Procedendo verso la porta occidentale dell'abbazia, venne cantato l'inno nazionale, "God Save the King".

## Processione di stato verso Buckingham Palace
Come nelle occasioni del 1902 e del 1911, l'incoronazione di Giorgio VI venne seguita da una processione in carrozza per le strade di Londra dall'Abbazia di Westminster alla residenza reale, permettendo quindi al pubblico di vedere il nuovo re e la nuova regina. Nel 1937, questo percorso venne però esteso notevolmente. Dall'Abbazia di Westminster, il corteo passò quindi da Parliament Square e quindi per Victoria Embankment (dove si trovavano 40.000 alunni delle scuole) procedendo quindi per Northumberland Avenue, sino a Trafalgar Square, quindi per Cockspur Street e poi verso il Pall Mall; da qui la processione risalì per St James' Street raggiungendo Piccadilly e poi Regent Street, procedendo alla volta di Oxford Street e svoltando quindi ad ovest prima di passare il Marble Arch e poi prendere East Carriage Road, lungo Hyde Park; da qui, la processione passò attraverso Hyde Park Corner e per il Wellington Arch, sino a Constitution Hill e poi tornare a Buckingham Palace.

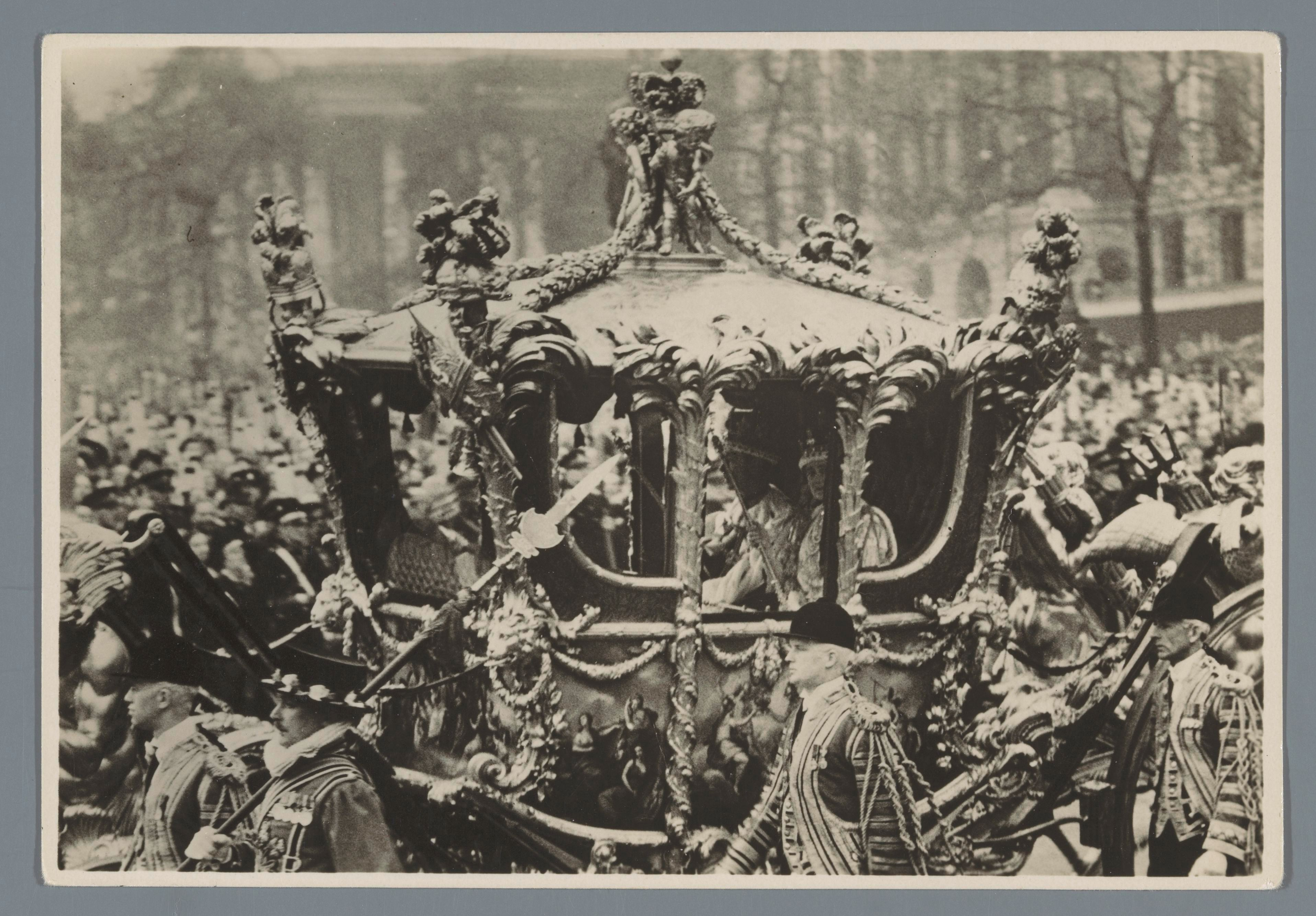
La Gold State Coach che trasporta i sovrani neo incoronati, nella processione da Westminster Abbey a Buckingham Palace.

Nella processione venne coinvolto un notevole quantitativo di militari, rappresentanti di tutti gli elementi delle forze armate britanniche e di quelle della riserva, del British Indian Army e della Royal Indian Navy, contingenti dei British Dominions ed un contingente in rappresentanza delle forze di difesa dell'Impero Coloniale inglese. Quest'ultimo contingente rappresentò nel contempo India, Canada, Australia, Nuova Zelanda, Burma, Newfoundland e Sudafrica, oltre alle colonie della Rodesia meridionale, del Kenya, dell'Uganda, del Tanganika, del Nyassaland, del Gambia, della Costa d'Oro, della Sierra Leone, della Somalia, dell'Aden, della Transgiordania, di Malta e delle Indie Occidentali come la Guyana, l'Honduras, Ceylon, le Falkland e Hong Kong. In totale vi presero parte 32.500 ufficiali in marcia che formarono una fila di 3,2 km ed impiegò quaranta minuti, passando da ogni punto predisposto. La processione di ritorno coprì la distanza maggiore mai tenuta per un'incoronazione (10 km in tutto). Prima dell'evento, le truppe britanniche erano accomodate in un accampamento temporaneo a Kensington Gardens, Regent's Park, Primrose Hill, Olympia e Hampton Court, mentre per l'occasione del 1937 vennero alloggiati nelle caserme di Londra.

## Musica
Il direttore musicale della cerimonia d'incoronazione di Giorgio VI fu Ernest Bullock, il quale era organista e maestro del coro dell'Abbazia di Westminster, in consultazione col Master of the King's Musick, Henry Walford Davies. Il coro dell'abbazia venne implementato con l'aggiunta del coro della cappella reale, di quello di Saint Paul, della cappella di San Giorgio di Windsor e da quello della Temple Church. L'orchestra, composta da musicisti tratti dalle principali orchestre di Londra, venne diretta da Adrian Boult.
La tradizione richiese l'inclusione dello Zadok the Priest di George Frederick Handel (1727) e del I was glad di Hubert Parry (1902). Tra i nuovi lavori commissionati per l'occasione ricordiamo Confortare (Be strong and play the Man) di Walford Davies ed il Festival Te Deum in F Major di Ralph Vaughan Williams. I lavori più importanti per l'incoronazione del 1937 furono ad ogni modo la marcia Crown Imperial di William Walton. Era desiderio di Bullock e Davies che il programma includesse anche musiche tratte da 'Tudor times to the present day' e pertanto nuovi pezzi vennero composti da Arnold Bax, Arthur Bliss e Granville Bantock, oltre che da Walton e da Williams. La Crown Imperial di Walton venne suonata durante la processione del re e della regina nella navata principale; l'Homage March di Edvard Grieg dal Sigurd Jorsalfar e la Coronation March di Edward German vennero suonate all'arrivo dei principi e delle principesse e della regina Mary rispettivamente. Tra i lavori per coro ricordiamo il Veni, Creator Spiritus di tradizione classica, il Credo ed il Sanctus di William Byrd, O Come ye Servants of the Lord di Christopher Tye, l'Hear My Prayer di Henry Purcell, Thou Wilt Keep Him in Perfect Peace di Samuel Sebastian Wesley, O Praise God di Sir George Dyson, Let My Prayer Come Up into Thy Presence di Sir Edward Bairstow e l'Offertorium di William Henry Harris.

## Commenti
Malgrado il numero di situazioni descritte in precedenza, l'incoronazione si svolse relativamente sottotono e venne sicuramente adombrata dall'Incoronazione della regina Elisabetta II nel 1953. La cerimonia di Giorgio VI venne ben riassunta dal sacrestano dell'abbazia, Jocelyn Perkins, il quale scrisse a tal proposito che la cerimonia del 1953 fu certamente "la più impressionante" rispetto a quelle del 1937 e del 1911. Ad ogni modo, molti dei presenti compreso il re, commentarono poi in privato lo svolgimento della cerimonia; la regina la definì "lunga fuori dell'ordinario" e ricordò il notevole peso sia della corona che degli abiti per l'incoronazione, ma nel contempo essa fu "stupenda e vi fu un grande senso di onore per lo stato". Il re scrisse all'arcivescovo Lang ringraziandolo per il suo supporto e, pur definendo la cerimonia un suo personale "calvario", scrisse altresì: "Mi sentivo come se in ogni momento fossi aiutato da Qualcuno che lo volesse".

## Media

### Radio
La cerimonia dell'incoronazione non fu ripresa e trasmessa in via televisiva (la prima sarà quella di Elisabetta II) ma fu la prima incoronazione ad essere trasmessa integralmente via radio; 28 microfoni vennero piazzati nell'abbazia per captare sia la musica che il parlato. La trasmissione venne trasmessa senza commenti, ma il reverendo Frederic Iremonger, direttore della sezione religiosa alla BBC e Cappellano Onorario del Re, lesse alcune rubriche e direttive durante la parte della cerimonia svoltasi nella Cappella di Sant'Edoardo. Durante le parti più sacre del servizio, la consacrazione e la comunione, i microfoni vennero spenti e gli ascoltatori poterono sentire unicamente i canti recitati dal coro della chiesa di St Margaret a Westminster. L'ambizioso progetto venne portato avanti di modo da garantire a tutti i cittadini dell'impero di partecipare anche se idealmente all'incoronazione; Range scrisse a tal proposito: "col XX secolo si è appresa anche la consapevolezza... della qualità propagandistica dell'evento".
La BBC e la CBC insieme trasmisero la proclamazione di Giorgio VI. Terminata l'incoronazione, la BBC organizzò una intervista coi ministri dal titolo Responsibilities of Empire, e trasmise anche The Empire's Homage coi messaggi di tutti gli ufficiali coloniali e alcuni cittadini dell'Impero britannico. La trasmissione della BBC durò due ore e mezza.

### Televisione
La processione dell'incoronazione venne trasmessa dalla BBC anche con riprese televisive, divenuta operativa solo dal novembre precedente. Cavi televisivi vennero stesi per le strade di Londra per un percorso di 13 chilometri, di modo che le trasmissioni potessero poi essere coordinate dalla sede che si trovava all'Alexandra Palace. Il commento alle immagini venne svolto da Frederick Grisewood, presente con le telecamere all'Hyde Park Corner. La cerimonia fu la prima grande cerimonia predisposta dalla BBC e trasmessa dalla TV britannica. Su questa trasmissione, il The Daily Telegraph così si espresse: "Cavalieri e uomini a piedi, la processione dell'incoronazione è entrata ieri nelle case degli inglesi" mentre il Daily Mail disse: "Quando il re e la regina sono apparsi così vividi nelle immagini ci si è resi conto che questa magica televisione è una delle più grandi invenzioni di tutta la modernità."

### Cinegiornali
L'incoronazione di Giorgio VI fu la prima ad essere filmata; i 40 cameraman presenti all'interno dell'abbazia dovettero indossare il frac. La cerimonia venne mostrata poi nei cinegiornali in tutto l'Impero britannico dopo un attento passaggio in censura che tagliò semplicemente una scena nella quale la regina Mary si asciugava una lacrima da un occhio.

## Onori e commemorazioni ufficiali

### Programma delle celebrazioni ed eventi reali

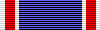
Nastro della medaglia dell'incoronazione di re Giorgio VI

Oltre alla cerimonia d'incoronazione, seguirono altri 23 giorni di eventi ufficiali che occuparono gran parte del maggio del 1937. L'incoronazione del 1902 era stata la prima a venire ampliata nelle celebrazioni in questo senso, ma quelle del 1937 furono due volte più lunghe e seguirono uno schema simile a quelle del 1911, trasformando l'evento in un vero e proprio spettacolo pubblico; Sir Roy Strong suggerì che il creare un mese di festività avrebbe "ripreso confidenza con la nazione" dopo la crisi dell'abdicazione. La prima settimana vide i reali impegnati nella ricezione dei visitatori e delegati stranieri, mentre il 10 maggio si tenne un Banchetto di Stato, ma le settimane successive furono piene di eventi pubblici; il giorno dopo l'incoronazione vi fu un viaggio dei reali nella parte nord di Londra, il 16 maggio un pranzo alla Guildhall coi dignitari della città di Londra e l'Empire Service of Youth a Westminster. Il 20 ed il 21 maggio, il re e la regina ispezionarono la flotta e visitarono le navi ammiraglie mentre, il 22 maggio, la regina visitò Hyde Park per ispezionare le ambulanze dell'Ordine di San Giovanni nell'area nord di Londra.

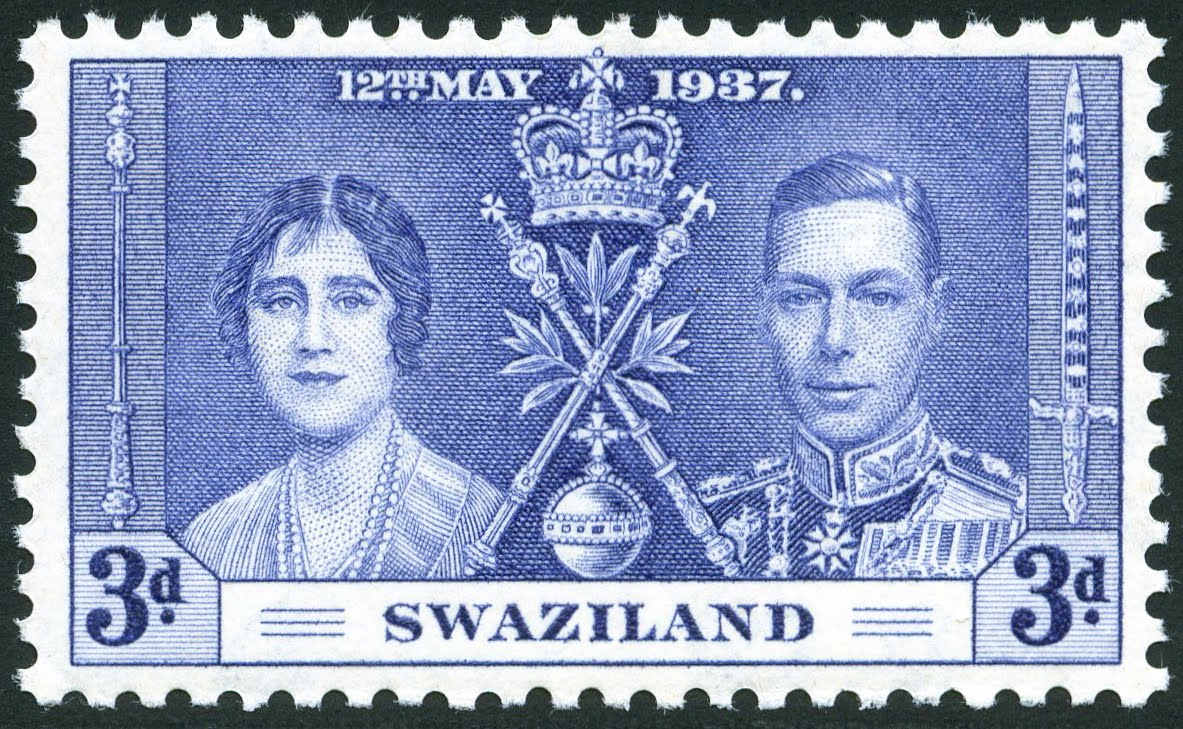
Francobollo commemorativo dell'evento stampato nello Swaziland.

### Coronation honours, medaglie, monete e francobolli

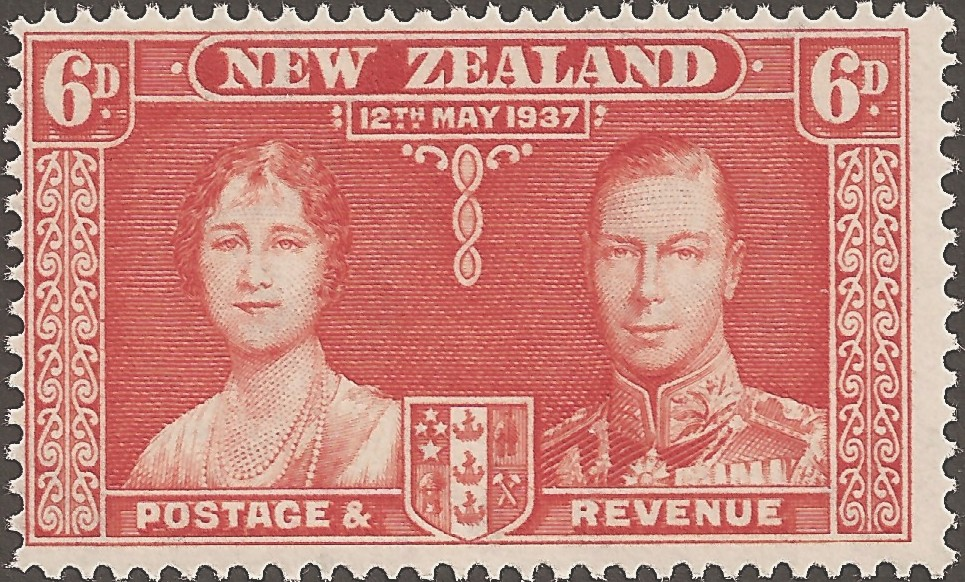
Francobollo commemorativo dell'evento stampato in Nuova Zelanda.

Il re colse l'occasione dell'incoronazione per conferire una serie di onori ad un gruppo ristretto di sudditi; su tutti, tredici pari e sette baronetti vennero creati, oltre alla nomina di membri del Consiglio Privato e di cavalieri degli ordini della Giarrettiera, del Cardo, del Bagno, del Merito, della Stella d'India, dei Santi Michele e Giorgio e dell'Ordine Reale Vittoriano. Venne coniata una medaglia ufficiale dell'evento come di consueto ed assegnata agli ufficiali presenti ed ai capi di Stato, prodotta in una sola classe di merito (argento). Le medaglie vennero concesse in 90.279 persone in tutto l'Impero. Nel solo Canada la medaglia venne concessa a più di 10.000 persone, prevalentemente ufficiali, militari, ministri di gabinetto, senatori e membri dello staff del Governatore Generale.
La zecca reale emise due set di monete speciali per il 1937 tra cui quello ordinario e quello commemorativo per l'incoronazione. 5.501 sovrane e mezze sovrane d'oro vennero coniate per l'occasione (le uniche del regno di Giorgio VI). Inoltre vennero coniate 400.000 corone in argento per l'occasione, di cui 26.000 per collezionisti. Le poste del Regno Unito avevano già predisposto dei francobolli speciali per l'incoronazione di Edoardo VIII ma, con la sua abdicazione, erano ora incerti se un nuovo disegno potesse essere preparato in tempo, invitando pertanto Eric Gill e procedere subito a nuovi progetti, così come fecero con Edmund Dulac. Il re accettò il progetto di Dulac alla fine e i francobolli vennero stampati nella versione marrone e violetta già dal giorno successivo all'incoronazione.

## Altre celebrazioni e commemorazioni

### Nel Regno Unito
Le strade lungo il percorso della processione vennero affollate di gente, soprattutto da donne (per un quantitativo stimato quasi del doppio degli uomini presenti). In tutto, 20.000 ufficiali di polizia vennero impiegati lungo il percorso anche se la folla si mostrò perlopiù disciplinata ad eccezione della "densa calca" di Trafalgar Square, dispersa quindi dalla polizia. A Londra e altrove in Inghilterra, l'incoronazione divenne un'occasione per socializzare, con feste in strada che comportarono la chiusura di certe strade che vennero decorate con bandiere e mazzi di fiori; si tenne il Pearly Kings and Queens, una tradizionale manifestazione della cultura operaia a Londra che si tramutò in una serie di festività che ironizzarono teatralmente sulla famiglia reale intera.

### Nell'Impero
I National Archives contengono ancora oggi molte fotografie delle celebrazioni dell'incoronazione in tutto l'Impero britannico dove pure si tennero diversi eventi. Tra questi vennero incluse parate militari, eventi sportivi e religiosi, di cui vengono riproposti alcuni stralci:

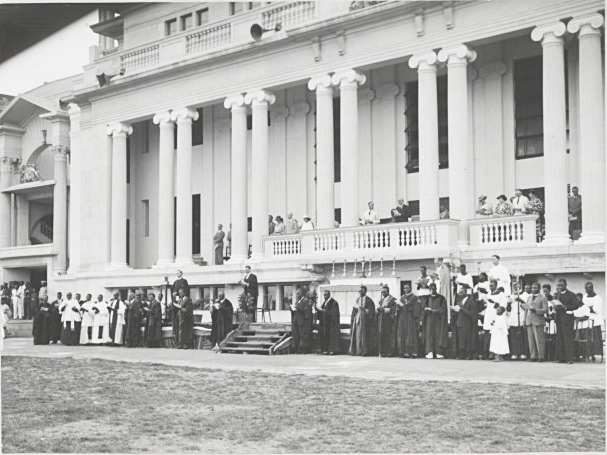
United Religious Service, High Court building, Accra.
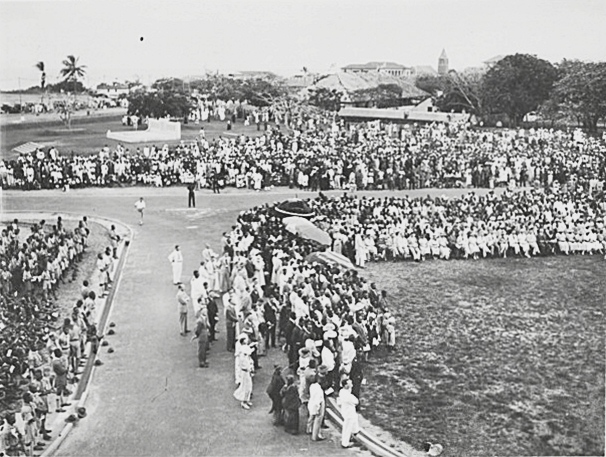
United Religious Service, Costa d'Oro.
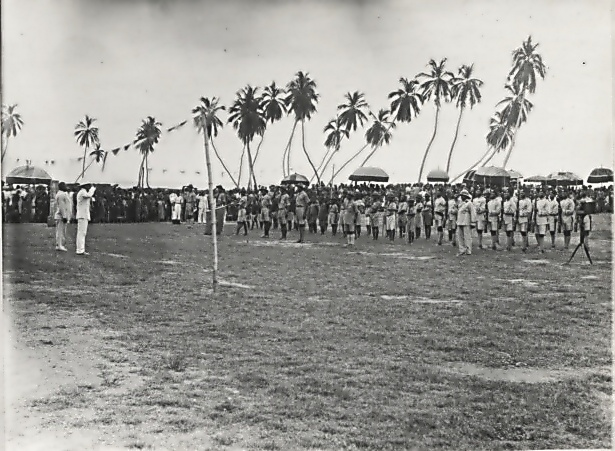
Coronation Day Parade, Saltpond.
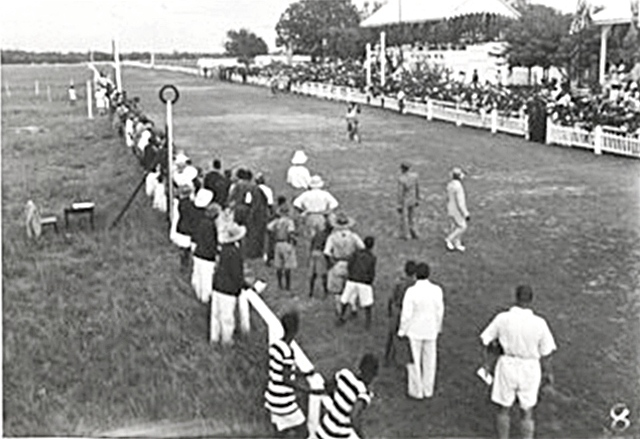
Eventi sportivi, forse ad Accra.
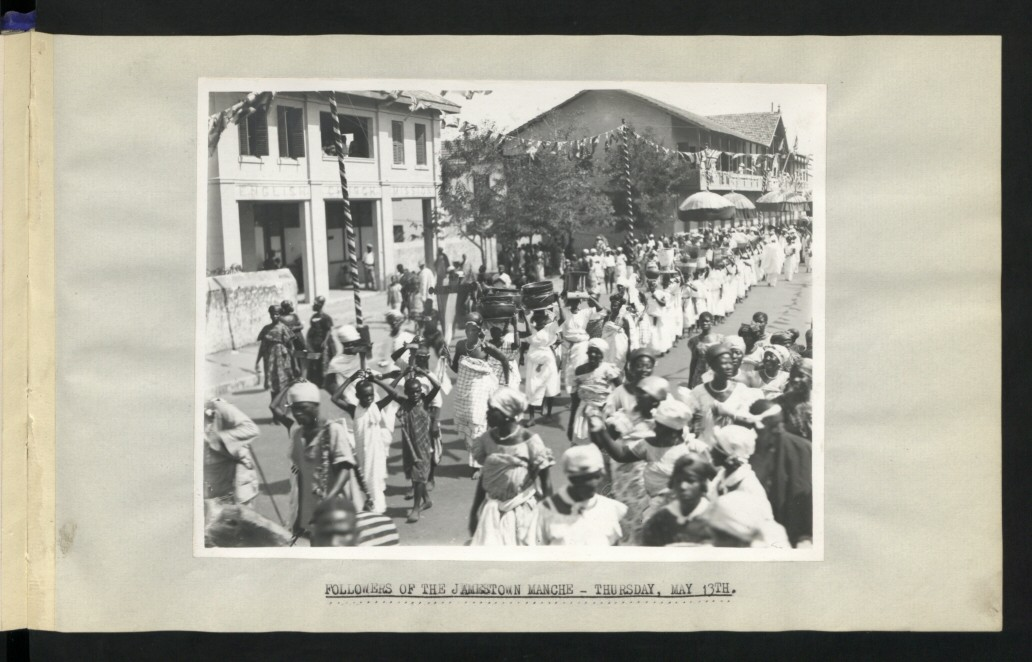
Jamestown, Costa d'Oro.
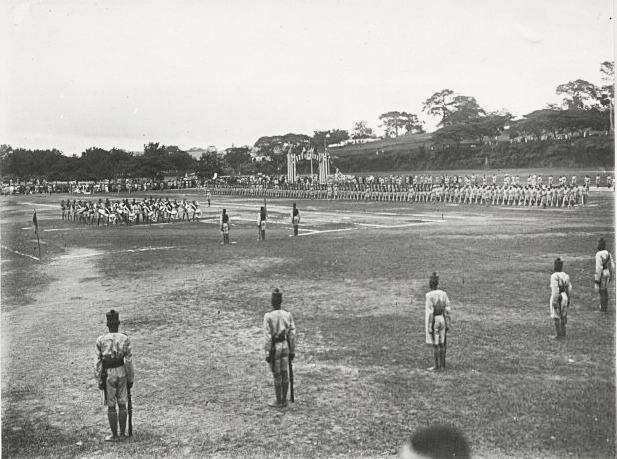
Parata cerimoniale, Kumasi.
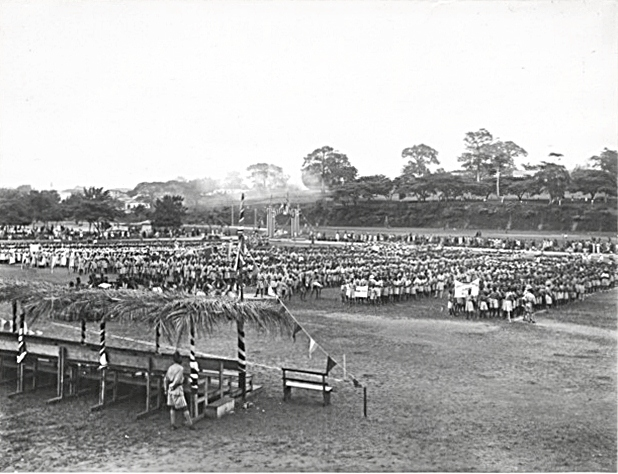
Distribuzione di souvenirs agli alunni delle scuole.

### Souvenirs
L'incoronazione divenne nota anche per la diffusione di souvenirs a tema, in particolare bicchieri e porcellane ad uso domestico o finemente lavorate. In Canada, ad esempio, vennero realizzati almeno cinque libri di cucina celebrativi del banchetto dell'incoronazione.

## L'ispezione della flotta

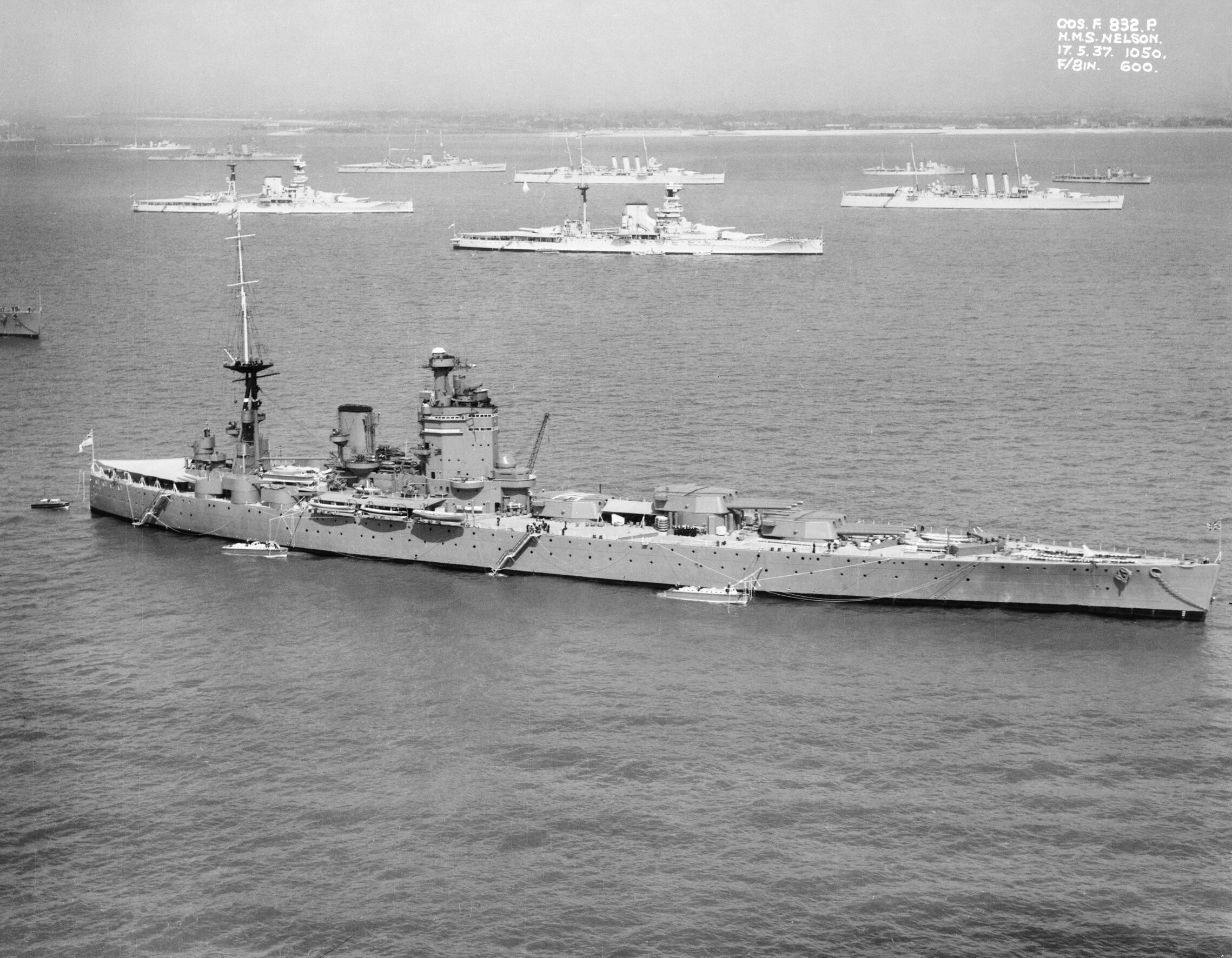
La nave da guerra HMS Nelson a Spithead durante l'ispezione del 1937 della flotta britannica. Ancorate sullo sfondo si vedono due navi da guerra classe Queen Elizabeth e due incrociatori classe London.

L'evento finale delle celebrazioni dell'incoronazione fu l'ispezione della flotta, tenutasi il 20 maggio a Spithead presso le coste di Portsmouth. Questo fu il più grande assemblggio di navi dall'incoronazione del 1911 e, come venne descritto dallo storico militare Hedley Paul Willmott, fu "l'ultima grande parata della Royal Navy come la principale e la più formidabile marina del mondo". Dieci navi tra navi da guerra e incrociatori presenziarono alla cerimonia e, per la prima volta durante un'ispezione per l'incoronazione, quattro portaerei. Nell'insieme, vi furono 101 navi militari, 22 sottomarini e 11 navi ausiliarie derivate dalla flotta marittima inglese, da quella del Mediterraneo e da quella di riserva. Il re e la regina presenziarono all'evento sullo yacht reale, l'HMY Victoria and Albert, con due cercamine come navi da guardia. Il Commonwealth e l'Impero vennero rispettivamente rappresentati da due navi da guerra provenienti dal Canada e una dalla Nuova Zelanda e una dall'India.
Come da tradizione, anche le marine straniere vennero invitate ad inviare delle navi e ne presenziarono diciassette in tutto. Tra quelle presenti la USS New York, la nave da guerra francese Dunkerque e la sovietica Marat. Presenziò anche una nave della flotta dell'ammiraglio conte Spee e un incrociatore pesante giapponese, la Ashigara.
Dopo l'ispezione, nella quale il re e la regina passarono a bordo del loro yacht tra sette file di navi, vi fu il passaggio della Fleet Air Arm, ma a causa del maltempo un secondo passaggio programmato venne abbandonato. Quella notte, le navi assemblate vennero illuminate dai loro stessi fari e lo spettacolo venne descritto addirittura dalla BBC Radio col commento del tenente colonnello Thomas Woodrooffe, il quale però si presenziò all'evento ubriaco.